# Bădești
Bădești es una localidad rumana de la comuna de Pietroșani, en el condado de Argeș.

## Geografía
La localidad está ubicada al suroeste de Câmpulung, en la margen izquierda del río Doamnei, que discurre al oeste del lugar.

## Historia
Hacia finales del siglo XIX la localidad constituía una comuna rural del antiguo condado de Muscel. Tenía contabilizada una población de 849 habitantes, que se dedicaban a la agricultura, la ganadería y la carpintería.  En la segunda mitad del siglo XX la localidad formaba ya parte de la comuna de Pietroșani, perteneciente al condado de Argeș.